# خورخه پینا (بازیکن فوتبال)
خورخه پینا (انگلیسی: Jorge Pina؛ زادهٔ ۲۸ فوریهٔ ۱۹۸۳) بازیکن فوتبال اهل اسپانیا است.
از باشگاه‌هایی که در آن بازی کرده‌است می‌توان به باشگاه فوتبال لاریسا، باشگاه فوتبال لوانته، باشگاه فوتبال آلباسته بالومپیه، باشگاه فوتبال اسپورتینگ خیخون، و باشگاه فوتبال مالاگا اشاره کرد.
وی همچنین در تیم‌های ملی فوتبال زیر ۱۶ سال اسپانیا، زیر ۱۷ سال اسپانیا، زیر ۱۹ سال اسپانیا، زیر ۲۰ سال اسپانیا، و زیر ۲۱ سال اسپانیا بازی کرده‌است.